# Ščedem, Rožek
Ščedem (nemško St. Johann) je naselje v Občini Rožek v Okraju Beljak-dežela na Koroškem v Avstriji.